# Lungsnäckor
Lungsnäckor (Pulmonata) var tidigare en ordning i djurklassen snäckor, men betraktas idag ofta som en polyfyletisk grupp.

Alla hithörande arter är hermafroditer som lägger upp till 70 ägg. Deras hål i manteln tjänstgör som en lunga. Dess tak är på insidan försett med ett nät av blodkärl och gälar saknas. Den öppning som leder in i hålet är inte, som hos andra snäckor, en bred springa, utan bara ett hål på vänstra sidan.
Det finns olika lungsnäckor, som antingen är skalbärande eller nakna eller något mittemellan. Lungsnäckor lever på land eller i sötvatten och livnär sig huvudsakligen av växtdelar.